# Il re della piazza
Il re della piazza (The Barker) è un film del 1928, diretto da George Fitzmaurice.
Il soggetto è tratto dal lavoro teatrale The Barker di Kenyon Nicholson del 1927 che era già stato adattato per lo schermo nel 1933 da Hoop-La di Frank Lloyd, con Clara Bow. Ne verrà poi fatto un ulteriore remake nel 1945 con Il cavallino d'oro diretto da George Seaton, un musical interpretato da Betty Grable.
Per questo film, Betty Compson fu candidata all'Oscar alla miglior attrice che, in quella edizione, fu poi vinto da Mary Pickford per Coquette.

## Produzione
Il film fu prodotto dalla First National Pictures (con il nome a First National-Vitaphone Picture) (controlled by Warner Bros. Pictures Inc.).

### Il soggetto
The Barker, il lavoro teatrale del commediografo Kenyon Nicholson fu messo a scena a Broadway al Biltmore Theatre il 18 gennaio 1927 interpretato da Claudette Colbert nel ruolo di Lou e da Walter Huston in quello di Nifty. La commedia, in tre atti, incontrò il successo del pubblico, restando in scena per 221 recite in circa sette mesi.

## Distribuzione
Distribuito dalla Warner Bros. Pictures, il film uscì nelle sale cinematografiche statunitensi il 9 dicembre 1928.